# Anoba phaeotermesia
Anoba phaeotermesia là một loài bướm đêm trong họ Erebidae.